# 三角点通
三角点通（さんかくてんどおり）は、北海道札幌市東区本町から、東苗穂地区を縦貫する札幌圏都市計画道路である。市道としての正式な道路認定名は「苗穂三角街道線」

である。また、通称「三角街道」、「札苗通り」、「札苗線通」といわれる。

## 概要
- 起点：札幌市東区本町1条9丁目（北13条北郷通交点）
- 終点：札幌市東区東苗穂15条2丁目
- 延長：4.8 キロメートル

## 歴史
「三角街道」といわれる由来は、昭和初期、モエレ沼南部近くに三角点が設けられ、その三角点と都心を繋ぐ街道の意で命名されたと言われている。この道ができたことで三角形の地域が現れたので三角街道とする説もある。元々このあたりは地盤が悪いため、過去に何度か改良工事がされ段々と道路状況が良くなっていった。
札幌市営バス雁来線（現北海道中央バス札苗線）が札幌都心大通りから札苗小学校前（後に札苗新町に改称、現東苗穂8条3丁目）まで開業して以来、長くにわたり東苗穂地区と都心をつなぐ事実上唯一の街道であったが、長く2車線でありまた1980年頃までは吹雪くと車両の交通力が落ちることから、市営バスが札苗新町（現東苗穂8条3丁目）や豊畑で折り返し運行されることも決して珍しくなかった。
公で用いられる呼称の他に「札苗通り」、「札苗線通り」などの慣用呼称が使われることも多い。また、三角点通沿線の札苗商店街では、1991年に「モエレ公園通り」という愛称を命名し、愛称を記したプレートが電柱などに貼り付けられている。

## 地理
起点から終点までは北北東へ一直線に伸びる路線であり、起伏はない。終点手前では雁来新川を渡る。

## 主な接続道路
- 北13条北郷通
- 北海道道89号札幌環状線（環状通）
- 宮の森北24条通
- 国道274号（札幌新道）
- 北海道道1137号丘珠空港東線（丘珠空港通）
- 東苗穂11条通
- 東苗穂13条通
- さとらんど通